# Abdera (insecto)
Abdera es un género de escarabajos de la familia Melandryidae. Fue descrito por James Francis Stephens en 1832.

## Especies
- Abdera affinis (Paykull, 1799)
- Abdera biflexuosa (Curtis, 1829)
- Abdera firma Hatch, 1962
- Abdera flexuosa (Paykull, 1799)
- Abdera hoffeinsorum Alekseev, 2014
- Abdera quadrifasciata (Curtis, 1829)
- Abdera rikojotensis Alekseev, 2014
- Abdera spec (Paykull, 1799)